# Roberto Cenci (regista)
Roberto Cenci (Milano, 12 dicembre 1960) è un regista televisivo e autore televisivo italiano.

## Biografia
Di origini reggine (Condofuri) e greche, è nato il 7 ottobre 1963.
Nel 1980 a 17 anni muove i suoi primi passi nel mondo dello spettacolo, collaborando con registi come Davide Rampello e Beppe Recchia.
Inizia come aiuto regista nella prima edizione di Buona Domenica nel 1985. Negli anni duemila è autore e regista di svariati programmi televisivi per Rai e Mediaset, tra i quali Buona Domenica, Saranno famosi/Amici di Maria De Filippi, Donna sotto le stelle, Natale in Vaticano, varie edizioni di Moda Mare, Ciao Darwin, Ti lascio una canzone, Volami nel cuore, Chi ha incastrato Peter Pan?, Baila!, Io canto, Lo show dei record e L'isola dei famosi.
Tra il 2000 e il 2004 è stato sposato con la ballerina Rossella Brescia; successivamente si è legato alla showgirl Edelfa Chiara Masciotta, già Miss Italia 2005, da cui ha avuto un figlio, terminando il loro rapporto nel 2012. Ha altri due figli avuti da relazioni diverse.

## Programmi TV

### Regista
- Buona Domenica (1995-2003, 2005-2007)
- Il mio canto libero - Concerto per Lucio Battisti (1998)
- Saranno famosi (2001-2002)
- Amici di Maria De Filippi (2003, 2006, 2013)
- Donna sotto le stelle (2004)
- Campioni, il sogno (2004-2006)
- Natale in Vaticano (2005-2007)
- Moda Mare (2004-2006)
- Ciao Darwin (2007, 2010, 2016, 2019, 2023)
- Ti lascio una canzone (2008-2009)
- Volami nel cuore (2008)
- Sarabanda (2009)
- Chi ha incastrato Peter Pan? (1999-2000, 2009-2010, 2017)
- Scherzi a parte (2009, 2021-in corso)
- Io canto (2010-2013, 2023-in corso)
- Lo show dei record (2011-2015, 2022-in corso)
- Baila! (2011)
- Il braccio e la mente (2012)
- La grande magia - The Illusionist (2013)[3]
- Summer Festival (2013, 2017)
- Capodanno con Gigi D'Alessio (2014-2017)
- L'isola dei famosi (2015-2019, 2021-in corso)
- Karaoke (2015)
- Concerto di Natale (2015)
- Bocelli & Zanetti Night (2016)
- La musica nel cuore (2016)
- Pintus @ Arena di Verona (2016)
- Selfie - Le cose cambiano (2016)
- Music (2017)
- The Winner Is (2017)
- Capodanno in musica (2017-2018)
- Vuoi scommettere? (2018)
- Miracle Tunes (2018-2019)
- All Together Now (2019-2021)
- La casa delle Miracle (2020)
- D'Iva (2021)
- Love Mi (2022-2023)
- 070 - Speciale Renato Zero (2022)
- Giorgio Panariello: la favola mia (Netflix, 2023)
- Sarabanda Celebrity (2025)
- Torino is Fantastic (2025)